# Freiheit (EP)
Freiheit ist das dritte Extended Play der deutschen Rock-Musikgruppe Unheilig. Musik, Text und Produktion stammen vom Grafen. Die Erstveröffentlichung des Albums fand am 18. Oktober 2004 in Deutschland statt, in Österreich und der Schweiz ist das Album nur über Download zu erwerben. Auf dem Cover ist neben dem altbekannten Unheiligschriftzug, ein altes Paar Handschellen zu sehen. Das Album wurde unter dem Label Four.Rock Entertainment herausgebracht.

## Inhalt
Freiheit ist eine EP, die als Bonus zu dem vorhergangenen Studioalbum Zelluloid dient. Enthalten sind acht Songs, sechs davon sind bis dahin unveröffentlicht gewesen. Über die Veröffentlichung der EP konnten, wie zuvor bei der Schutzengel-EP, Fans von Unheilig auf deren Website abstimmen. Ein Charteintritt blieb der EP bis heute verwehrt.

## Titelliste
1. Freiheit – 3:54
2. Sieh’ in mein Gesicht (Extended Version) – 5:18
3. Morgengrauen – 4:49
4. Die Muse – 4:18
5. Freiheit (Terminal Choice Remix) – 4:23
6. Schmetterling – 5:32
7. Sieh in mein Gesicht (Staubkind Remix) – 4:12
8. Freiheit (Neuroticfish Remix) – 5:59